# Madeleine Woog

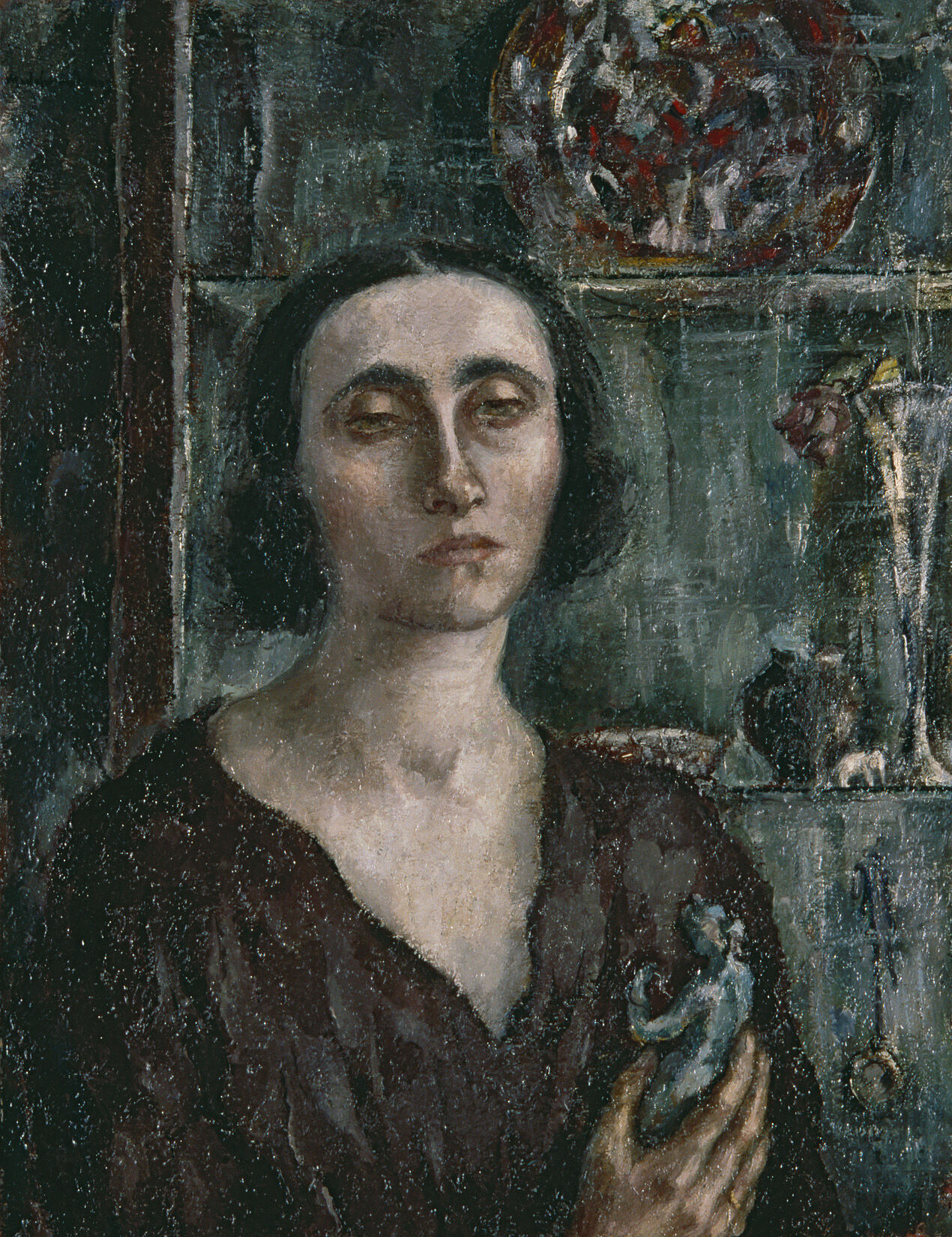
Madeleine Woog: Selbstporträt mit Tanagra-Figur, vor 1916

Madeleine Woog (* 23. Dezember 1892 in La Chaux-de-Fonds; † 22. April 1929 in Zürich) war eine Schweizer Malerin und Dichterin. Ihre gegenständliche Malerei umfasst Porträts, Stillleben, Landschaften und Alltagsszenen. Die Künstlerin pflegte Kontakt zu Charles L’Eplattenier und Le Corbusier, die ebenfalls in La Chaux-de-Fonds wirkten. Trotz ihres frühen Tods gilt Woog in ihrem Heimatort als Symbolfigur der 1920er-Jahre.

## Leben
Die jüngere Tochter des in La Chaux-de-Fonds ansässigen Uhrenfabrikanten Maurice Woog und seiner Frau Alice Esther Bloch befasste sich in der Jugend intensiv mit Sport, Tanz und Musik, ehe sie sich der bildenden Kunst zuwandte. Von 1908 bis 1911 besuchte Woog die École d‘art de La Chaux-de-Fonds (Kunstschule von La Chaux-de-Fonds) und belegt dort den Cours supérieur d’art et de décoration (Höherer Kurs für Kunst und Dekoration) bei Charles L’Eplattenier. 1911 präsentierte sie auf der Ausstellung der Société des Amis des Arts de La Chaux-de-Fonds (Vereinigung der Kunstfreunde von La Chaux-de-Fonds) einige dekorative Objekte und reiste zum ersten Mal mit ihrem Mitschüler Charles Humbert nach Paris. Dort entdeckte Woog für sich den Louvre und moderne Kunstströmungen.
1913 sorgten ihre sechs auf der Ausstellung der Société präsentierten Aquarelle mit Allegorien für Aufmerksamkeit, 1914 entschied sie sich endgültig für die Ölmalerei. Ihr Atelier befand sich im selben Gebäude wie die von Charles-Edouard Jeanneret, Léon Perrin, L’Eplattenier und Georges Aubert, mit denen sie in künstlerischem Austausch stand. Um diese Zeit entstanden auch ihre ersten von etwa 60 Gedichten. Eine Ausstellung 1916 zusammen mit Humbert, Lucien Schwob und Philippe Zysset als Groupe des Quatre im örtlichen Hôtel des Postes war die Geburtsstunde einer ihrer Heimatstadt eigenen Malschule. Von der Anerkennung des Publikums und der Kritiker angespornt, stellte Woog nun regelmäßig auf der Société-Biennale aus. 1919 gründete sie mit Schwob und Humbert die Kunstzeitschrift Les Voix und wurde Mitglied im Redaktionskomitee.
Am 26. April 1920 heirateten Woog und Humbert. Im folgenden Jahr unternahmen beide eine Studienreise durch Italien (v. a. Rom, Florenz, Venedig), der sich Arbeitsaufenthalte in Buchillon und im Tessin anschlossen. 1924 erkrankte die Künstlerin an Tuberkulose und ließ sich in Montana im Kanton Wallis behandeln. Ihre letzten Gemälde entstanden 1927 vor ihrem zweiten Kuraufenthalt. Im Dezember begab sie sich für mehrere Monate in das Universitätsspital Zürich. Beim erneuten Aufenthalt ab Ende 1928 erlag sie dort ihrer Krankheit.

## Werk
Woogs figürliche Malerei umfasst Alltagsszenen, Landschaften, Stillleben und Porträts. Ihre Malerei ist „ebenso intim wie raffiniert“ und „auf die Darstellung der Privatsphäre und eine von einer melancholischen Stimmung getragenen Selbstbetrachtung orientiert“, was auf ihren zahlreichen Selbstbildnissen besonders deutlich zum Ausdruck kommt. Düstere Farbtöne wie Grau und Braun sowie eine vor dem Malprozess aufgeraute Leinwand verstärken diese Wirkung. Ihre Gestalten verharren meist in regungsloser Pose, blicken ernst, oft nach unten und wirken abwesend. In Szenen aus dem Alltag scheinen die schwer arbeitenden Menschen tief bedrückt. Woogs Spätwerk steht unter dem Zeichen der Krankheit. Die Mimik in den Selbstporträts verrät Resignation, ihr ohnehin erdiges Kolorit wird nun geradezu unwirklich. „Trotz ihrer kurzen Schaffenszeit gilt W. als emblematische Gestalt der in den 1920er Jahren in La Chaux-de-Fonds dominierenden Malschule.“
Ihre Werke befinden sich u. a. im Musée des Beaux-Arts de La Chaux-de-Fonds, im Musée d’Art et d’Histoire de Neuchâtel und im Kunstmuseum Bern.

## Kunstwerke (Musée des Beaux-Arts de La Chaux-de-Fonds)
- Autoportrait à la tanagra, vor 1916 (Selbstbildnis mit Tanagra-Figur)
- La fenêtre ouverte, undatiert (Das offene Fenster)
- Masques, vor 1916 (Masken)
- Les deux sœurs, 1918 (Die zwei Schwestern)
- Autoportrait aux gants noirs, 1920 (Selbstbildnis mit schwarzen Handschuhen)
- Les Terrassiers, um 1924 (Die Erdarbeiter)
- Autoportrait, 1926 (Selbstbildnis)
- Glaïeuls et poupée, undatiert (Gladiolen und Puppe)
- Pêches et pot blanc, um 1928 (Pfirsiche und weißer Topf)

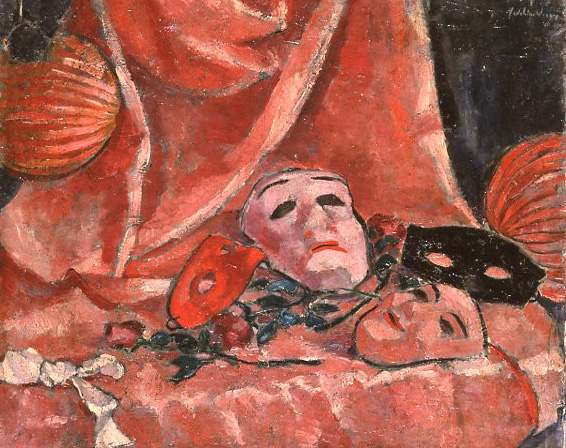
Masken (vor 1916)
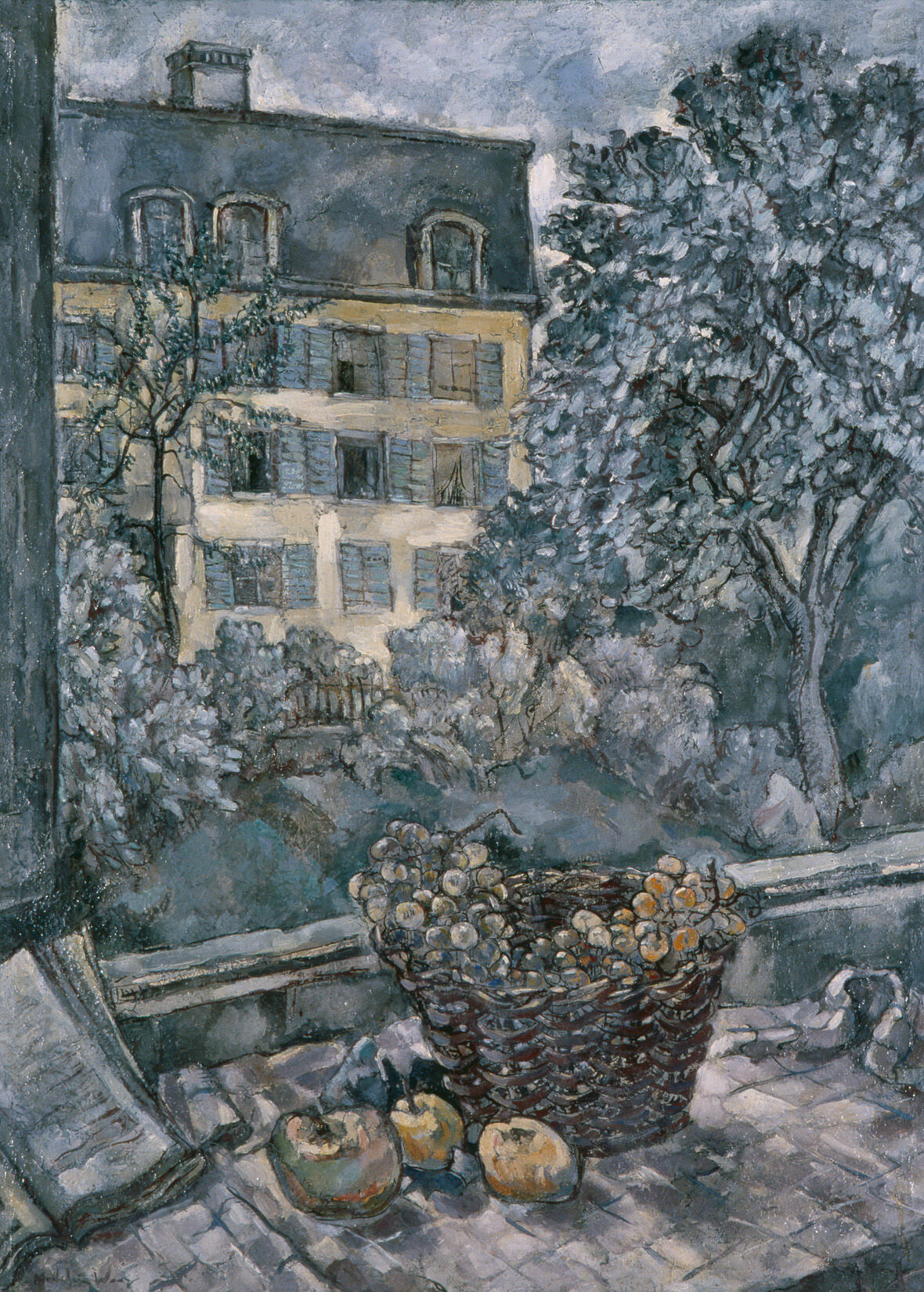
Das offene Fenster (undat.)
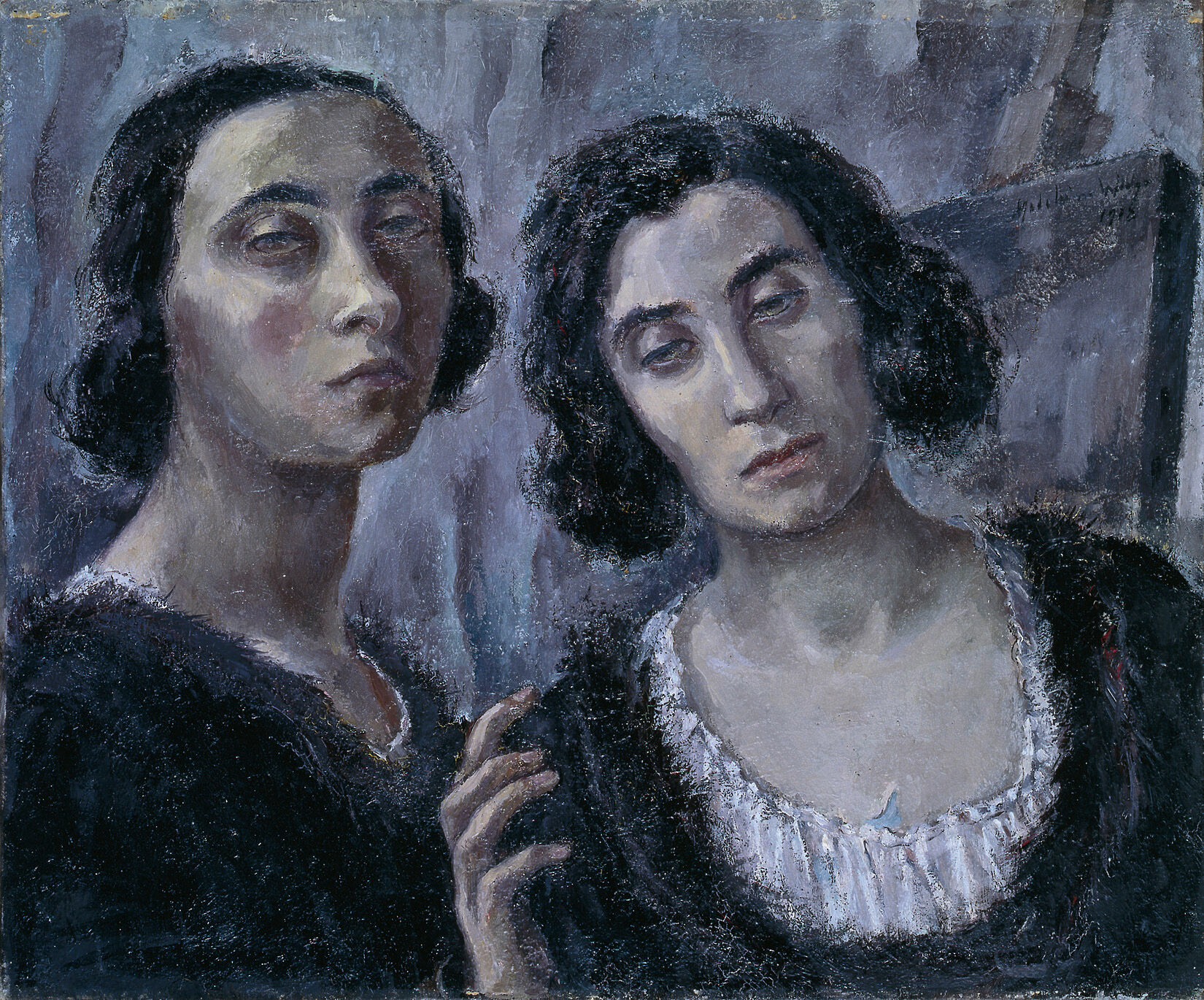
Die zwei Schwestern (1918)
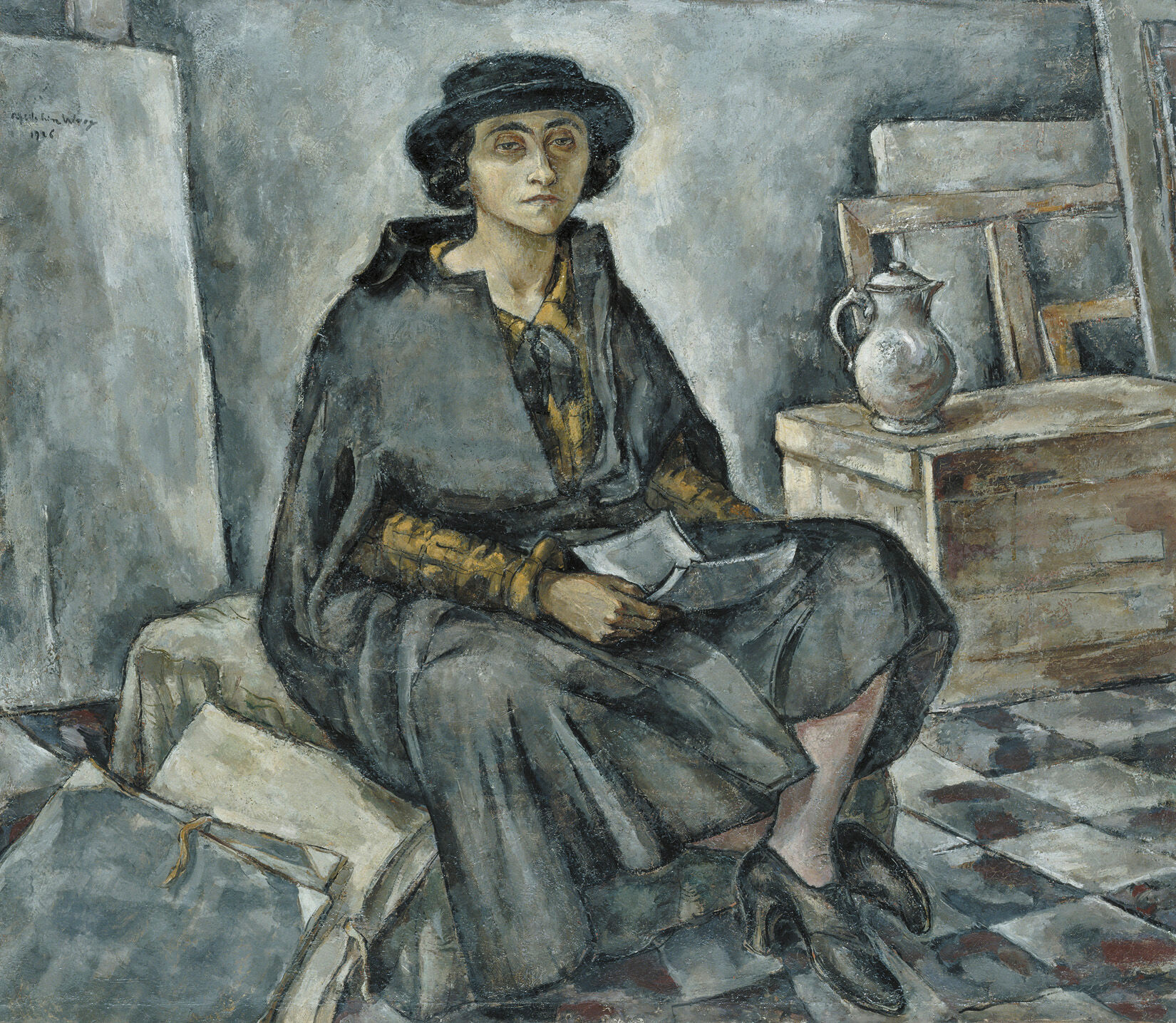
Selbstbildnis (1926)
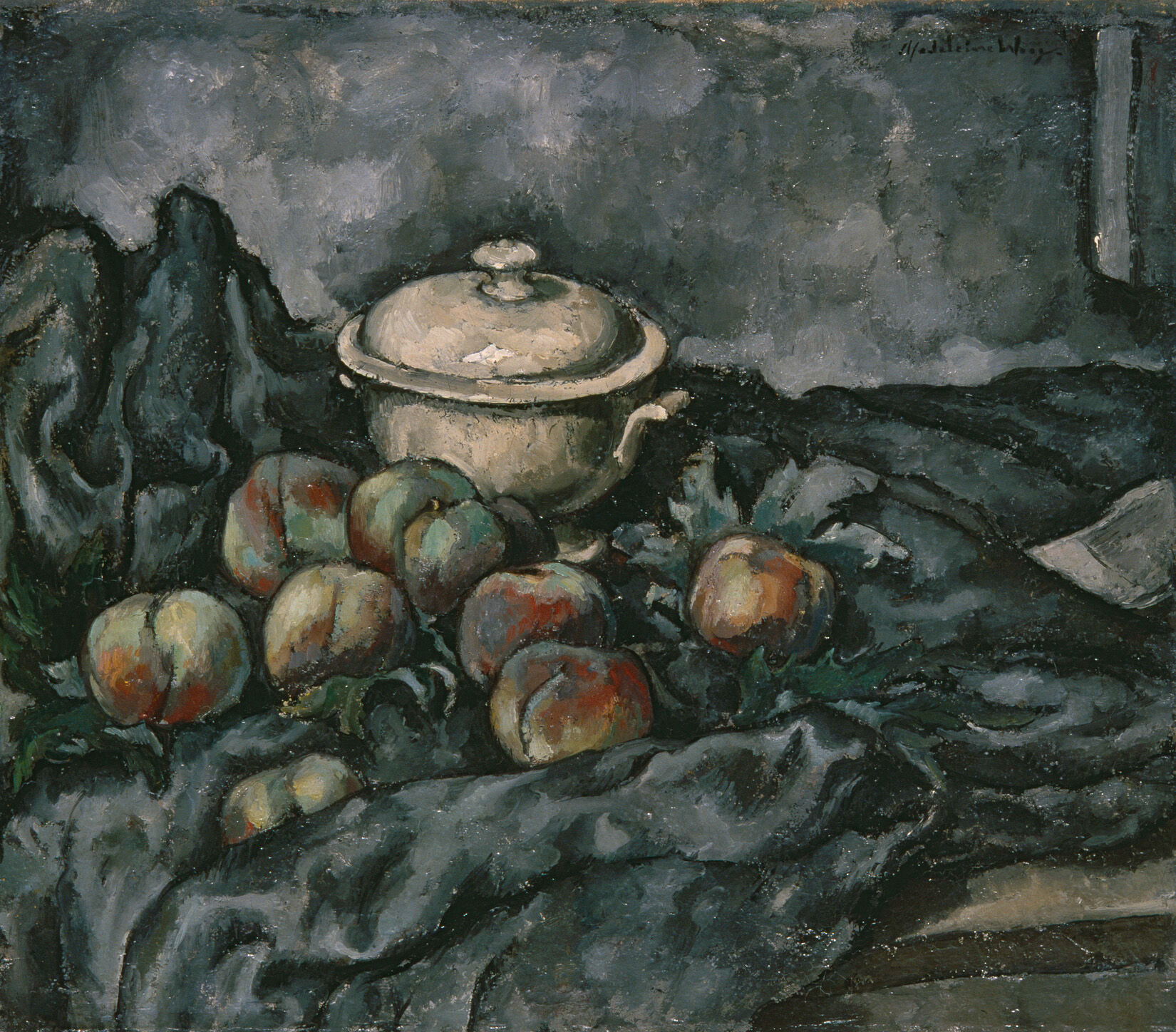
Pfirsiche und weißer Topf (1928)